# Miniopterus shortridgei
Miniopterus shortridgei is een zoogdier uit de familie van de gladneuzen (Vespertilionidae). De wetenschappelijke naam van de soort werd voor het eerst geldig gepubliceerd door Laurie & Hill in 1957.

## Voorkomen
De soort komt voor in Indonesië.